# Pebbles (Hund)
Pebbles (* 28. März 2000 auf Long Island, New York, USA; † 3. Oktober 2022 in South Carolina, USA) war eine Toy-Fox-Terrier-Hündin, die im Mai 2022 vom Guinnessbuch der Rekorde als ältester lebender Hund der Welt ausgezeichnet worden war. Die Hündin starb am 3. Oktober 2022 im Alter von 22 Jahren eines natürlichen Todes.
Pebbles verbrachte den größten Teil ihres Lebens bei ihren Besitzern in South Carolina. Im Laufe ihres Lebens hatte die kleine Hündin von rund zwei Kilogramm Gewicht 32 Welpen zur Welt gebracht; ihr Partner Rocky starb 2016. Als Grund für das hohe Alter gaben die Besitzer gute Pflege und die Ernährung mit Katzenfutter in den letzten zehn Lebensjahren an.
Allerdings war Pebbles nicht der älteste Hund aller Zeiten. Laut Guinnessbuch der Rekorde war dies der Australian Cattle Dog Bluey, der 1939 mit 29 Jahren starb.

## Neue Rekordhalter
Am 7. Dezember 2022 wurde im US-Bundesstaat Ohio ein 23-jähriger Chihuahua namens Spike als ältester lebender Hund zertifiziert. Dieser Titel war jedoch nur von kurzer Dauer, da einige Wochen später dem Rafeiro do Alentejo Bobi aus Portugal ein Alter von 30 Jahren bescheinigt wurde. Als Bobi am 21. Oktober 2023 im Alter von 31 Jahren und 165 Tagen starb, erlangte Spike seinen Titel als ältester lebender Hund der Welt zurück. Bobi gilt jetzt auch als ältester Hund aller Zeiten.